# Cantón de Arzacq-Arraziguet
El cantón de Arzacq-Arraziguet era una división administrativa francesa, situada en el departamento de los Pirineos Atlánticos y la región Aquitania.

## Composición
El cantón de Arzacq-Arraziguet agrupaba 23 comunas:
- Arget
- Arzacq-Arraziguet
- Bouillon
- Cabidos
- Coublucq
- Fichous-Riumayou
- Garos
- Géus-d'Arzacq
- Larreule
- Lonçon
- Louvigny
- Malaussanne
- Mazerolles
- Méracq
- Mialos
- Montagut
- Morlanne
- Piets-Plasence-Moustrou
- Pomps
- Poursiugues-Boucoue
- Séby
- Uzan
- Vignes.

## Supresión del cantón de Arzacq-Arraziguet
En aplicación del Decreto n.º 2014-248 de 25 de febrero de 2014, el cantón de Arzacq-Arraziguet fue suprimido el 22 de marzo de 2015 y sus veintitrés comunas pasaron a formar parte del nuevo cantón de Artix y País de Soubestre.